# Eurovision Young Musicians 2020
Der 20. Eurovision Young Musicians sollte zwischen dem 17. und dem 21. Juni 2020 in Zagreb, Kroatien stattfinden. Es sollte das erste Mal sein, dass HRT einen Eurovision-Wettbewerb veranstaltet, das erste Mal, dass Kroatien einen EYM austrägt und das erste Mal seit dem Eurovision Song Contest 1990, dass ein Eurovision-Wettbewerb in Zagreb ausgetragen wird. Da Kroatien damals allerdings noch Teil von Jugoslawien war, sollte es das erste Mal sein, dass Kroatien als souveräner Staat eine Eurovision-Veranstaltung austrägt.
Der Wettbewerb sollte ebenfalls Teil des Fête de la Musique sein, das traditionell immer am 21. Juni stattfindet. Am 19. März 2020 gaben die EBU und HRT bekannt, dass der Wettbewerb wegen der COVID-19-Pandemie verschoben wurde. Am 14. September 2021 wurde der Wettbewerb abgesagt und auf unbestimmte Zeit verschoben.

## Austragungsort
Am 8. Juli 2019 gab die EBU bekannt, dass der Wettbewerb 2020 in Zagreb stattfinden sollte. Als Austragungsort wählte der Sender HRT den König-Tomislav-Platz aus, womit Eurovision Young Musicians erstmals seit 2016 wieder als Open-Air-Veranstaltung abgehalten werden sollte.

## Format
Es sollte wie auch 2018 ein Halbfinale stattfinden. Weitere Details zum Format der Veranstaltung wollte die EBU erst zu einem späteren Zeitpunkt bekannt geben.

## Teilnehmer
Insgesamt elf Länder sollten 2020 teilnehmen, was sieben Länder weniger waren als noch 2018. Vom Wettbewerb zurückgezogen hatten sich aus nicht bekannten Gründen Albanien, Belgien, Israel, Russland, San Marino, Spanien, Ungarn und das Vereinigte Königreich, welche 2018 noch als Gastgeber dienten. Die Ukraine hingegen sollte zum ersten Mal seit 2012 wieder am Wettbewerb teilnehmen. Es sollte die erst dritte Teilnahme des Landes beim Wettbewerb sein. Da nur elf Länder teilnehmen, stellt dies die niedrigste Teilnehmerzahl seit 2016 dar. Lediglich 1982 und 1984 nahmen noch weniger Länder teil.

## Teilnehmende Länder

### Halbfinale
Das Halbfinale sollte am 17. Juni 2020 im Bersa-Saal der Musikakademie in Zagreb stattfinden. Acht Länder sollten sich für das Finale qualifizieren. Folgende Länder und Musiker hätten am Halbfinale teilgenommen:
| Land                 | Interpret            | Instrument | Nationaler Vorentscheid               |
| -------------------- | -------------------- | ---------- | ------------------------------------- |
| Deutschland          |                      |            |                                       |
| Estland              |                      |            |                                       |
| Griechenland         |                      |            | interne Auswahl                       |
| Kroatien (Gastgeber) | Ivan Petrović-Poljak | Klavier    | Nationaler Vorentscheid               |
| Malta                |                      |            | Malta Eurovision Young Musicians 2020 |
| Norwegen             | Mathias Rugsveen     | Akkordeon  | Virtuos 2020                          |
| Polen                |                      |            |                                       |
| Schweden             | Tekla Nilsson        | Klarinette | Polstjärnepriset 2020                 |
| Slowenien            | Sebastijan Buda      | Horn       | Nationaler Vorentscheid               |
| Tschechien           |                      |            |                                       |
| Ukraine              |                      |            | interne Auswahl                       |

### Finale
Das Finale sollte am 21. Juni 2020 auf dem König-Tomislav-Platz stattfinden. 

## Absagen

### Absagen und damit keine Rückkehr zum EYM
| Land                   | Grund und Bemerkung | letztmalige Teilnahme |
| ---------------------- | --- | --------------------- |
| Albanien               | Nach dem Debüt 2018, zieht sich Albanien nach einer Teilnahme wieder aus unbekannten Gründen vom Wettbewerb zurück. Schließlich erschien das Land nicht auf der Teilnehmerliste. | 2018                  |
| Belgien                | Trotz einer vorläufigen Teilnahmebestätigung im August 2018, erschien Belgien am Ende nicht auf der Teilnehmerliste und zieht sich somit aus unbekannten Gründen vom Wettbewerb zurück. | 2018                  |
| Bulgarien              | Die bulgarische Rundfunkanstalt BNT gab am 4. November 2019 bekannt, dass sie nicht zum EYM zurückkehren werden. Als Grund werden die fehlenden finanziellen Mittel angegeben. | 2006                  |
| Dänemark               | DR gab am 7. November 2019 bekannt, dass der Sender keine Rückkehr zum EYM plane. Nach Dänemarks Sieg beim Eurovision Choir 2019, diskutierte DR zuerst, ob eine Rückkehr zum EYM in Frage käme. Am Ende entschied sich der Sender aber gegen eine Rückkehr 2020. | 2004                  |
| Georgien               | Die georgische Rundfunkanstalt SSM gab am 3. Januar 2020 bekannt, dass sie keine Rückkehr zum EYM plane. Georgien nahm bisher nur ein Mal am Wettbewerb teil. | 2012                  |
| Irland                 | Die irischen Rundfunkanstalten RTÉ sowie TG4 gaben am 5. November 2019 bekannt, dass sie eine Rückkehr Irlands zum EYM ausschließen. | 2000                  |
| Israel                 | Am 13. Februar 2020 gab der israelische Sender KAN bekannt, dass Israel sich vom Wettbewerb 2020 zurückziehen werde. Nähere Gründe für den Rückzug gab KAN nicht an. | 2018                  |
| Lettland               | Die lettische Rundfunkanstalt LTV gab am 13. November 2019 bekannt, dass sie nicht planen zum EYM zurückzukehren. Die Prioritäten liegen laut LTV auf die Teilnahmen am Eurovision Song Contest und am Eurovision Choir. Lettland nahm bisher fünf Mal am Wettbewerb teil. | 2002                  |
| Österreich             | Am 4. Dezember 2019 gab der Österreichische Rundfunk bekannt, dass man keine Pläne habe, 2020 am Wettbewerb teilzunehmen. Schließlich schien das Land nicht auf der Teilnehmerliste auf. | 2016                  |
| Niederlande            | Die niederländische Rundfunkanstalt NOS gab am 6. November 2019 bekannt, dass die Niederlande 2020 nicht zum EYM zurückkehren wird. Als Grund wurde das geringe finanzielle Budget der Rundfunkanstalt angegeben. | 2014                  |
| Nordmazedonien         | Das nordmazedonische Fernsehen MRT gab am 9. Januar 2020 bekannt, dass es keine Pläne gibt zum EYM zurückkehren. Das Land nahm bisher nur ein Mal am Wettbewerb teil. | 1994                  |
| Russland               | Obwohl dass das Land den Wettbewerb 2018 gewinnen konnte, wird sich Russland 2020 aus unbekannten Gründen vom Wettbewerb zurückziehen. Schließlich erschien das Land nicht auf der Teilnehmerliste. | 2018                  |
| San Marino             | Am 4. Januar 2020 gab SMRTV bekannt, dass San Marino sich möglicherweise vom Wettbewerb zurückziehen könnte. Am 14. Februar 2020 bestätigte SMRTV dann, dass San Marino sich ohne näher genannte Gründe vom Wettbewerb 2020 zurückziehen werde. | 2018                  |
| Schweiz                | Am 14. Januar 2020 gab SRG SSR bekannt, dass eine Rückkehr zum EYM derzeit möglich sei. Allerdings war es noch unklar, ob die Teilnahme finanziert wird. Außerdem war es unbekannt, ob eine gemeinsame Teilnahme von SRG SSR geplant war oder ob eine einzelne Rundfunkanstalt die Teilnahme übernehmen sollte. Am Ende erschien das Land nicht auf der Teilnehmerliste und wird somit nicht zum Wettbewerb zurückkehren. | 2006                  |
| Spanien                | Am 16. Juli 2019 gab die spanische Delegationsleiterin Ana María Bordás bekannt, dass Spaniens Teilnahme am EYM 2020 wahrscheinlich sei. Eine offizielle Teilnahmebestätigung stand allerdings noch aus, da laut Bordás der Wettbewerb noch in weiter Ferne liege und daher noch keine Vorbereitungen getroffen wurden. Es gebe schließlich in Zukunft noch genügend Zeit sich auf den Wettbewerb vorzubereiten. Am Ende erschien Spanien nicht auf der Teilnehmerliste und zieht sich damit aus unbekannten Gründen wieder vom Wettbewerb zurück. | 2018                  |
| Slowakei               | RTVS gab am 14. November 2019 bekannt, dass der Sender keine Rückkehr zum EYM plane. Die Slowakei nahm bisher auch nur zwei Mal am Wettbewerb teil. | 2000                  |
| Ungarn                 | Nachdem sich Ungarn bereits vom Eurovision Song Contest 2020 zurückzog, wird sich das Land auch vom Eurovision Young Musicians zurückziehen. Wie beim Song Contest sind die Gründe dafür nicht bekannt, denn das Land erschien jeweils nicht auf der Teilnehmerliste. | 2018                  |
| Vereinigtes Königreich | Die BBC bestätigte am 2. November 2019, dass sich das Vereinigte Königreich vom Wettbewerb zurückziehen wird. Genauere Gründe für den Rückzug wurden nicht bekannt gegeben. | 2018                  |

### Absagen und damit kein Debüt beim EYM
| Land       | Grund und Bemerkung |
| ---------- | --- |
| Island     | Am 25. Dezember 2019 bestätigte der isländische Delegationsleiter Felix Bergsson, dass RÚV plane an einem weiteren Eurovision-Event teilzunehmen. Ob es sich hierbei um den Junior Eurovision Song Contest, dem Eurovision Choir oder den Eurovision Young Musicians handelte, ließ er dabei offen. Außerdem sagte Bergsson, dass es davon abhängig sei, inwiefern die Politik Geld für eine weitere Eurovision-Event Teilnahme bereitstelle. Am Ende erschien Island nicht auf der Teilnehmerliste und wird somit 2020 nicht debütieren. |
| Schottland | BBC Alba gab am 11. Dezember 2019 bekannt, dass der Sender nicht plane beim Eurovision Young Musicians 2020 zu debütieren. Eine Teilnahme wäre allerdings in Frage gekommen, nachdem die BBC sich vom Wettbewerb 2020 zurückzog. Schließlich debütierte Schottland bereits beim Eurovision Choir 2019 als eigenständiger Teilnehmer, da die BBC dort ebenfalls auf eine Teilnahme verzichtete. |